# 린도 마코토
린도 마코토(일본어: 林堂 眞, 1989년 11월 21일 ~ )는 일본의 축구 선수이다.

## 구단 경력
그는 2012년부터 2023년까지 J리그의 방포레 고후, 가이나레 돗토리, 에히메 FC, 카탈레 도야마에서 활동하였다.